# باشگاه فوتبال سن مارکوس
باشگاه فوتبال سن مارکوس یک باشگاه فوتبال نیکاراگوئه‌ای است که در حال حاضر در لیگ برتر نیکاراگوئه بازی می‌کند.